# Макдэниел, Сара
Сара Макдэниел (англ. Sarah McDaniel; род. 1995, Марриета) — американская модель.

## Ранняя жизнь
Макдэниэл родилась в Розвилле, штат Калифорния. Её родители — Энжела Макдэниэл, нэ Чамберлин (родилась в 1967), и Грегори Пол Макдэниэл (рождён в 1965).

## Карьера
Снялась в музыкальных видеоклипах на песни Марка Ронсона и Кевина Паркера «Summer Breaking» и «Daffodils». Появилась на обложке первого «необнажённого» номера журнала Playboy за март 2016 года.
Сара считает себя журналистом-исследователем. За её авторством научно-популярные статьи для двух блогов, включая в данный момент заброшенный сайт "Filthy" и бесплатную платформу "HuffPost Contributor". В статьях рассматривались паразиты, меняющие настроение, грибок-зомби, и чёрные дыры.

## Гетерохромия
Макдениел заявляла, что её гетерохромия появилась спустя несколько недель после рождения, левый глаз — коричневый, правый — голубой. В своих интервью она утверждала, что предыдущие агентства и модельные компании требовали от неё носить контактные линзы для того, чтобы сохранить акцент на презентуемом; Макдэниел благодарит социальные сети за своё принятие своего вида. Однако Макдэниел обвиняли в подделке заболевания и ношении цветных контактных линз. Сара настаивает, что у неё действительно есть гетерохромия и «ошарашена обвинением», а также последовавшими угрозами.